# Рябов, Пётр Владимирович (философ)
Пётр Влади́мирович Ря́бов (род. 25 сентября 1969, Москва) — российский философ, историк и публицист, исследователь истории и философии анархизма. Центральные проблемы размышлений и исследований П. В. Рябова — экзистенциальная проблематика в современной культуре и история освободительных социальных движений.

## Биография
В 1986 году поступил на исторический факультет МГПИ им. Ленина, который закончил в 1991 году. С 1993 по 1996 годы — в аспирантуре (кафедра философии МПГУ). Работал библиотекарем, сторожем, экспедитором. В 1996 году защитил диссертацию по философии (на тему «Проблема личности в философии классического анархизма») и стал кандидатом философских наук. С 1996 года по настоящее время работает преподавателем философии в МПГУ. Читал курсы по философии, философской антропологии, социальной антропологии и многочисленные спецкурсы («Экзистенциальная философия», «История и философия анархизма», «Проблема человека в современной философии», «История русской философии», «Культура Эллады: основные проблемы и категории»), пока они не пали жертвой «оптимизации». В 2002 году получил ученое звание доцента. Параллельно преподавал историю России в ряде коммерческих вузов (Московском психолого-социальном институте, Университете истории культур и др.), философию в других вузах (Московский институт лингвистики и др.). С 2013 года постоянно читает курсы по гуманитарным дисциплинам в Культурно-просветительском центре «Архэ». Автор около 320 научных и научно-популярных публикаций, книг.
Наиболее значимыми для себя фигурами в истории и в истории мысли считает Сократа, Платона, Лао Цзы, С. Кьеркегора, Б. Паскаля, Ф. Ницше, Л. И. Шестова, В. С. Соловьёва, Ж.-П. Сартра, А. Камю, М. А. Бакунина и, особенно, А. А. Борового (чьему исследованию посвятил многие годы жизни, о ком опубликовал два десятка статей и мечтает написать обширную книгу). С 1991 года участвует в Вольном Философском Обществе, с 2001 года — член Оргкомитета ежегодных «Прямухинских чтений» на родине М. А. Бакунина. В 1990-е годы участвовал в Левом историческом клубе, эпизодически выступал с лекциями в Молодежном университете современного социализма.

### Общественная деятельность
С осени 1987 года активно участвует в анархическом движении (анархистом себя осознал в 1988 году). С марта 1988 года — член историко-политического клуба «Община», Конфедерации анархо-синдикалистов (КАС) — с момента основания в январе 1989 и до декабря 1994 года. В 1988—1990 — член оргкомитета Союза учащейся молодежи. С декабря 2002 года — член движения либертарных коммунистов Автономное Действие.
Занимается различными направлениями анархической деятельности: просвещением, изданиями, студенческим движением, антимилитаристической деятельностью, экологическими и правозащитными акциями, коммунитарной деятельностью, публичными акциями. Был членом редакций множества самиздатских, преимущественно анархических, журналов и газет: «Сетуньский вестник», «Юго-Запад», «Община», «Великий отказ», «Кенгуру», «Бойкот», «Крамола», «Вуглускр», «Наперекор», «Автоном». Принимал участие в ряде теле- и радиопередач, в том числе на каналах «Культура» (программы «Гении и злодеи», «Что делать?»), ОТР, Радио Свобода.
С 1988 года организовывал лекторий «Общины», затем — лекторий КАС, в 1990 году — «Беспартшколу КАС». В 1991—1998 организовывал анархический кружок «Муравинские четверги», в 2001—2007 — анархический лекторий «Беспартшкола».
Участвовал в сотнях митингов и демонстраций, более 45 раз задерживался милицией. Участвовал в съездах КАС, Автономного Действия, в конференции КАС в Запорожье осенью 1989 года, посвященной 100-летию со дня рождения Н. И. Махно, в Либертарных форумах 2007 и последующих лет, а также в Дне Дезертира, Гендерном форуме, ряде ДичьФестов. Был одним из двух участников Группы имени А. А. Борового, выпустившей две брошюры, посвященные А. А. Боровому и проведшей две конференции о нем (в 1995 и 2000 годах). Организовывал конференцию о Максе Штирнере (1996) и ряд вечеров о М. А. Бакунине (1994 и 2014). Один из авторов и составителей сборника памяти Станислава Маркелова (2010), составитель сборника и автор предисловия к сочинениям Н. Муравина (2016).
Участвовал в организации успешной и победившей студенческой забастовки в МГПИ в феврале 1989 года (против военной кафедры и милитаризма), студенческих лагерей солидарности около МГУ 13-14 мая 1990, 1991, 1992 года в знак солидарности с восставшими китайскими студентами. В событиях августа 1991 года в Москве был три дня на одной из двух анархических баррикад у Дома Советов. Осенью 1993 года был в числе организаторов и участников санитарной дружины имени Максимилиана Волошина, состоявшей из анархистов, народников, дээсовцев и др., оказывавшей помощь всем жертвам событий. В 1995, 1996, 2000, 2001, 2002 годах был в числе организаторов и участников анархической Прямухинской вольной артели, которая занималась восстановлением парка и усадьбы на родине М. А. Бакунина. С начала «Прямухинских чтений» в 2001 году — постоянный участник, организатор и редактор сборников.
В 1993—1994 годах был в числе организаторов экологического лагеря протеста в Череповце, деятельность которого описал в очерках «Череповецкие письма». В 1997 году участвовал в марше против Каспийского трубопроводного консорциума и экологическом лагере протеста против пуска Ростовской АЭС в Волгодонске, где оказался жертвой погрома, организованного начальством АЭС, и получил серьезные телесные повреждения. В 1998 году был одним из организаторов и участников антиатомного марша «Вясёлка» в Беларуси. В 2001 году — участник экологического лагеря протеста в Воткинске против завода по утилизации ракет, в 2003 — экологического лагеря протеста в Азове, в 2004 — в Перми против цеха по сжиганию ракетного топлива, в 2007 — антиатомного лагеря в Ангарске. Ангарский экологический лагерь протеста подвергся нападению группы вооруженных фашистов, атаковавших спящий лагерь, в результате которого анархист Илья Бородаенко был убит и несколько человек покалечены. В 2006 году участвовал в протестах против саммита G8 в Санкт-Петербурге.
Участвовал в блокадах военкоматов и призывных пунктов, Государственной Думы при принятии закона о ввозе радиоактивных отходов в Россию, экологически опасных объектов, антифашистских акциях прямого действия. Активно участвовал в акциях против войн в Чечне 1994-1996 и 1999-2005 годов, антивыборных и антиклерикальных акциях, в кампании защиты анархистов, репрессированных в России (1992, 1998—2001, 2009—2011) и в других странах (Перу, Израиль и др.). Был организатором и участником порядка 15 «оранжевых» акций в 1991—1998 годах и позднее. Осенью 1996 года был задержан во время оппозиционных демонстраций в Минске и провел неделю в заключении. 10 октября 2017 года был задержан в Барановичах и осужден на 6 суток административного ареста, что спровоцировало одиночные пикеты у посольств Беларуси в Москве и Будапеште. По окончании срока был депортирован из страны с запретом въезда на 10 лет.
Фрагмент из лекции Рябова про Нестора Махно использован рэпером Слава КПСС в начале трека "Незабудка классовой борьбы"

### Монографии
- Рябов П. В. Краткая история анархизма. — Краснодар: Чёрное и красное, 2000. — 24 с.
- Рябов П. В., Гусев Д. А., Манекин Р. В. История философии. — М.: Эксмо, 2004. — 448 с. — ISBN 5-8123-0201-4.
- Рябов П. В., Гусев Д. А. Великие философы. — М.: АСТ, 2005. — 462 с. — (Великие и знаменитые). — ISBN 5-17-027931-0.
- Рябов П. В. Философия классического анархизма (проблема личности). — М.: Вузовская книга, 2007. — 340 с. — 500 экз.
- Рябов П. В. Краткий очерк истории анархизма в XIX-XX веках. Анархические письма. — 1-е изд. — М.: Красанд, 2010. — 184 с. — (Размышляя об анархизме). — ISBN 978-5-396-00168-8.
- Рябов П. В. Краткий очерк истории анархизма в XIX-XX веках. Анархические письма. — 2-е изд. — М.: Красанд, 2012. — 186 с. — (Размышляя об анархизме). — ISBN 978-5-396-00440-5.
- Рябов П. В. Анархические письма. — М.: Радикальная теория и практика, 2013. — 196 с.
- Рябов П. В. Череповецкие письма. — М.: Good Books, 2013. — 28 с.
- Рябов П. В. История русского народа и российского государства (с древнейших времен до начала XX века). — М.: Прометей, 2015. — Т. 1. — 424 с. — 500 экз. — ISBN 978-5-9906550-6-5.
- Рябов П. В. История русского народа и российского государства (с древнейших времен до начала XX века). — М.: Прометей, 2015. — Т. 2. — 324 с. — 500 экз. — ISBN 978-5-9906550-8-9.
- Рябов П. В., Гусев Д. А. Знаменитые философы. — М.: Модерн, 2016. — 392 с. — ISBN 978-5-94193-073-9.
- Рябов П. В. Культура Эллады. Основные понятия и категории. — М.: Common place, 2017. — 494 с. — ISBN 978-999999-0-23-3.
- Рябов П. В. От Бакунина до Лосева (Семь портретов русских мыслителей). — М.: Независимое издательство «Ноократия», 2019. — 388 с.
- Рябов П. В. Анархизм: От Прудона до новейшего российского анархизма. — М.: URSS, 2020. — 504 с. — ISBN 978-5-9710-6924-9.

### Статьи
- Рябов П. В. Античность. Античность и христианство // Энциклопедия для детей. Т. 21. Культуры мира. — М.: Аванта+, 2004.
- Рябов П. В. Проблема личности в философии классического анархизма // Вопросы философии, 2010, № 5, с. 47-56.
- Рябов П. В. «Былое и думы» Алексея Борового // Человек, 2010, № 3, с. 126—136.
- Рябов П. В. Романтический анархизм Алексея Борового (из истории русской философской жизни) // Историко-философский ежегодник 2011. — М.: Наука, 2013, с. 416—435.
- Рябов П. В. Современный анархизм, соотношение теории и практики (критический взгляд) // Проект AKRATEIA (akrateia.info).[36]